# Хорхе Фернандес Діас
Хорхе Фернандес Діас (ісп. Jorge Fernández Díaz; нар. 6 квітня 1950, Вальядолід) — іспанський політик, член Народної партії. З 21 грудня 2011 року — міністр внутрішніх справ Іспанії в уряді Маріано Рахоя.

## Біографія
Фернандес Діас вивчав виробничий інжиніринг в Барселоні. У 1984–1989 роках перебував депутатом парламенту Каталонії і Сенату Іспанії. З 1989 року — нижньої палати іспанського парламенту. Обіймав посади державного секретаря територіального управління, державного секретаря міністерства освіти Іспанії та державного секретаря з питань парламентських відносин. Одружений, має двох дітей.